# Токоро (река)
Токоро (яп. 常呂川 токорогава) — река в Японии на острове Хоккайдо. Протекает по территории округа Охотск.
Исток реки находится на хребте Тайсецудзан под горой Микуни-Яма (высотой 1541 м), на территории посёлка Окето. В деревне Кацуяма (район Окето) в неё впадает Ниитокоро-гава, после чего река протекает через центр Окето и посёлок Куннеппу. На территории города Китами в неё впадает Мукагава, ниже река протекает по впадине Китами. Далее в реку впадает приток Никоро-гава, после чего река течёт по равнине Токоро и впадает в Охотское море.
Длина реки составляет 120 км, на территории её бассейна (1930 км²) проживает около 138000 человек. Согласно японской классификации, Токоро является рекой первого класса. Расход воды составляет 6,9-9,8 м³/с.
Около 82 % бассейна реки занимает природная растительность, около 16 % — сельскохозяйственные земли, около 2 % застроено.
Уклон реки в верховьях составляет около 1/30-1/300, в среднем течении — 1/300-1/600, а в низовьях — 1/1400-1/5000. Количество осадков в бассейне реки составляет около 800 мм в год.
В XX веках крупнейшие наводнения происходили в 1922 и 1975 годах. Во время наводнения 1922 года пострадало 1093 домов, в 1975 году — 1060.